# Halle Sø
Halle Sø är en sjö i Danmark som ligger 9 km från Brædstrup i Horsens kommun. En del av sjön ligger i Ikast-Brande kommun. Halle Sø, som ligger 68 meter över havet, får sitt vatten från Boest Bæk (den första delen av Mattrup Å) och har utlopp i Mattrup Å.
Arean är 0,31 kvadratkilometer och sjön sträcker sig 0,6 kilometer i nord-sydlig riktning, och 0,7 kilometer i öst-västlig riktning.
Halle Sø ingår i Natura 2000-området Sepstrup Sande, Vrads Sande, Velling Skov og Palsgård Skov. Omgivningarna runt sjön är en mosaik av jordbruksmark och naturlig växtlighet.